# پدراسا، سگوبیا
پدراسا، سگوبیا (انگلیسی: Pedraza, Segovia) دهستانی در استان سگوبیا واقع در بخش خودمختار کاستیا و لئون است. این دهستان در ۳۷ کیلومتری شمال شرقی شهر سگوبیا فرار گرفته و جمعیتش کمتر از ۵۰۰ نفر است.

## نگارخانه

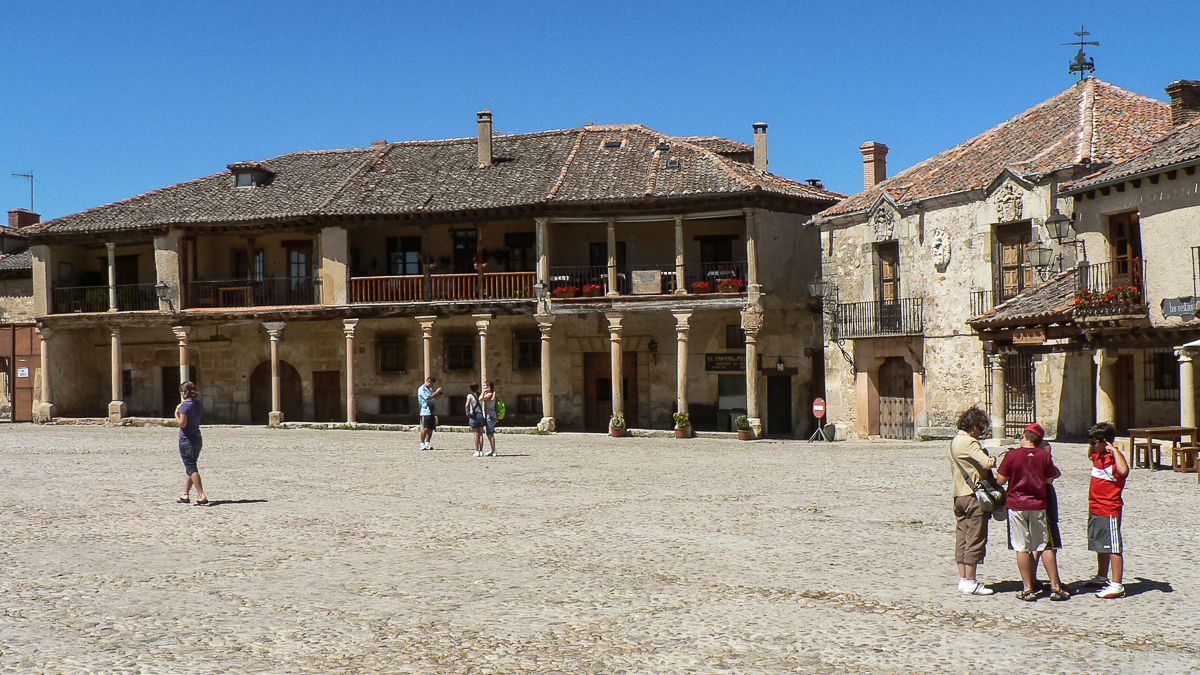
میدان اصلی پدراسا
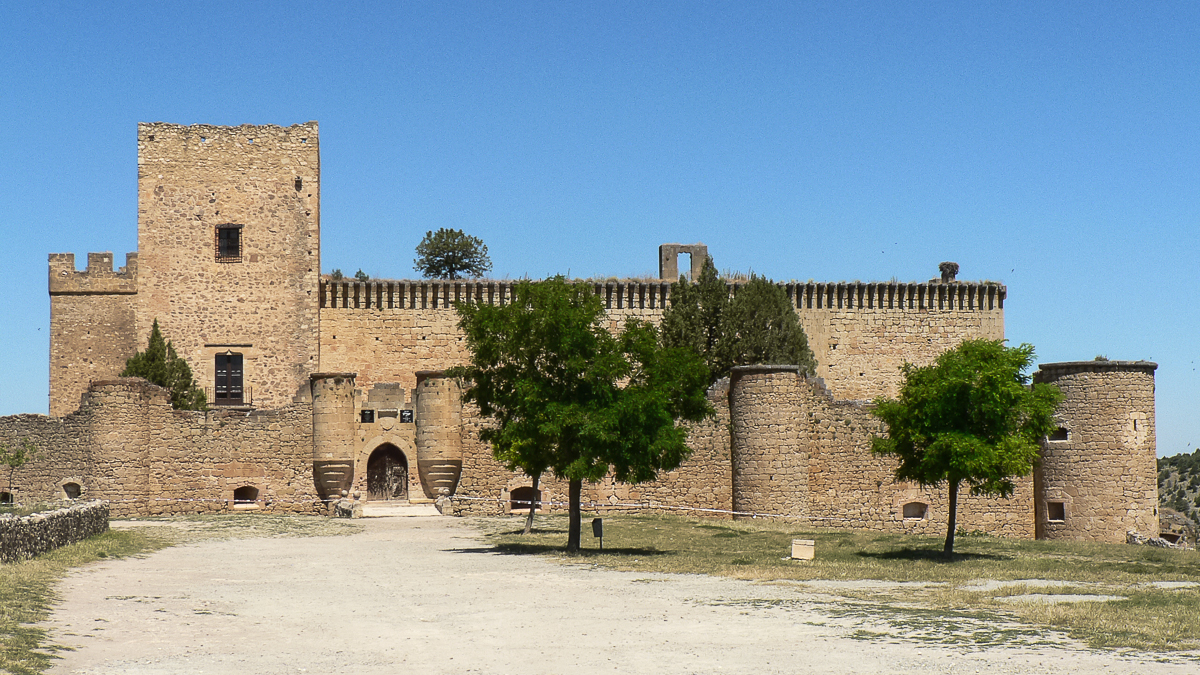
قلعهٔ پدراسا
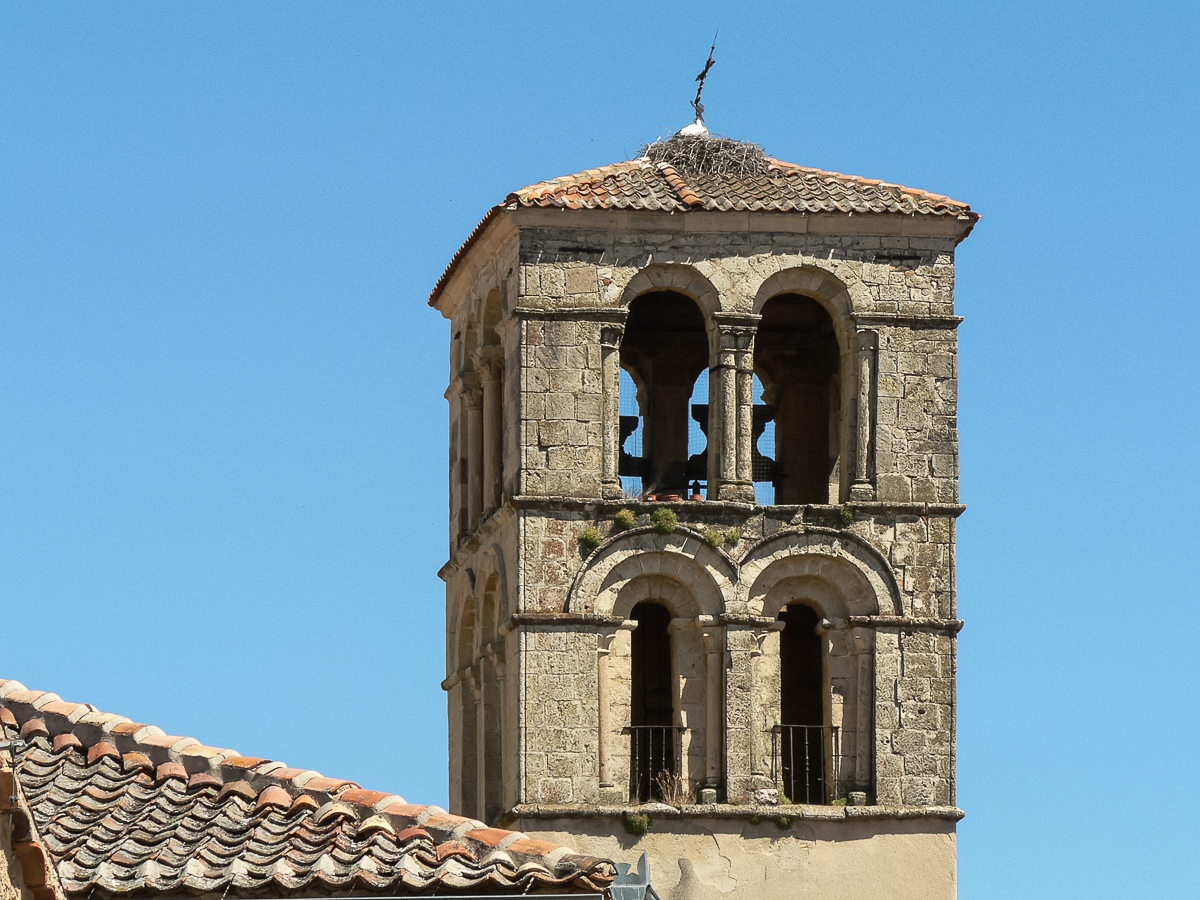
کلیسای سان خوآن
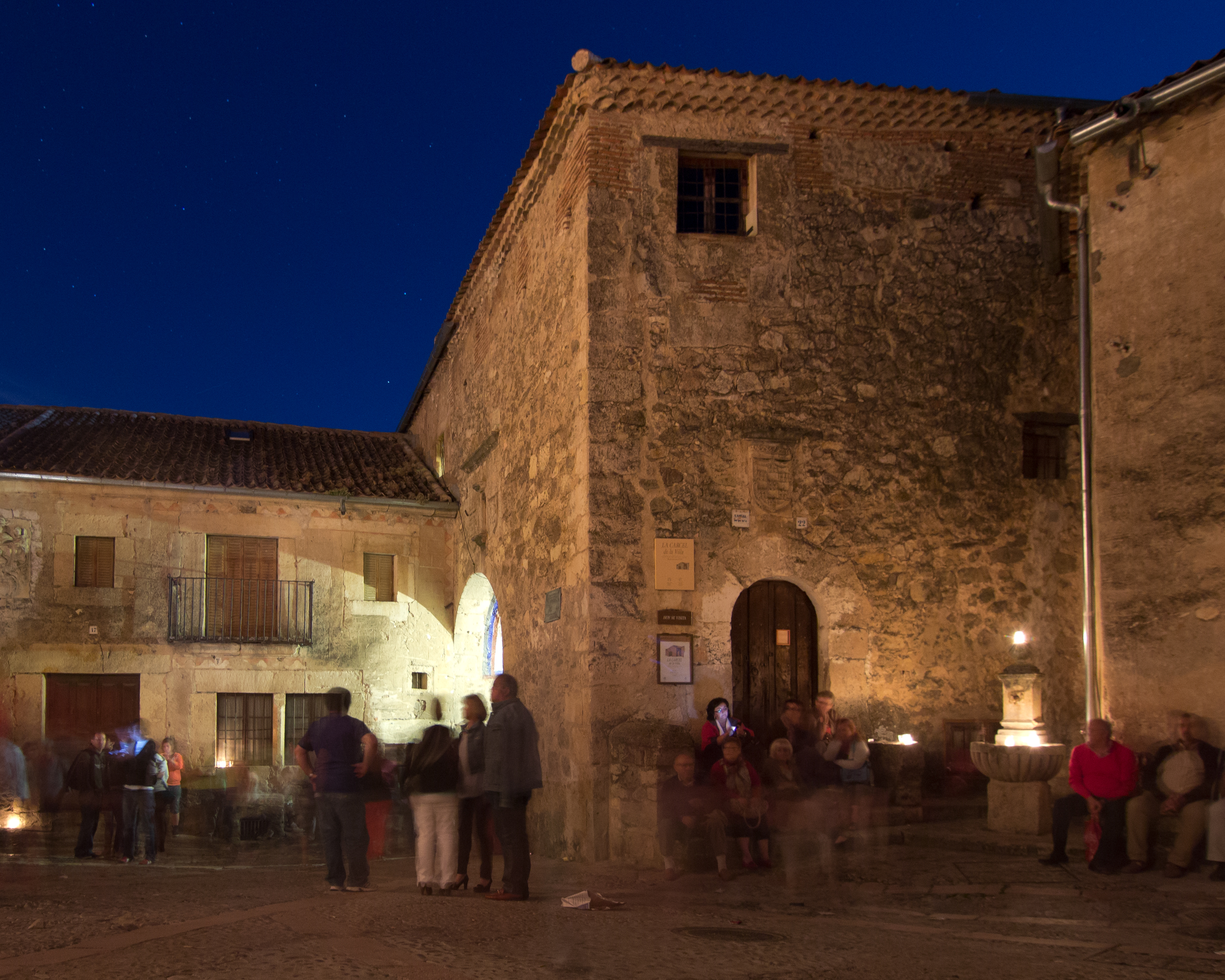
نمای خیابانی در پدراسا در شب
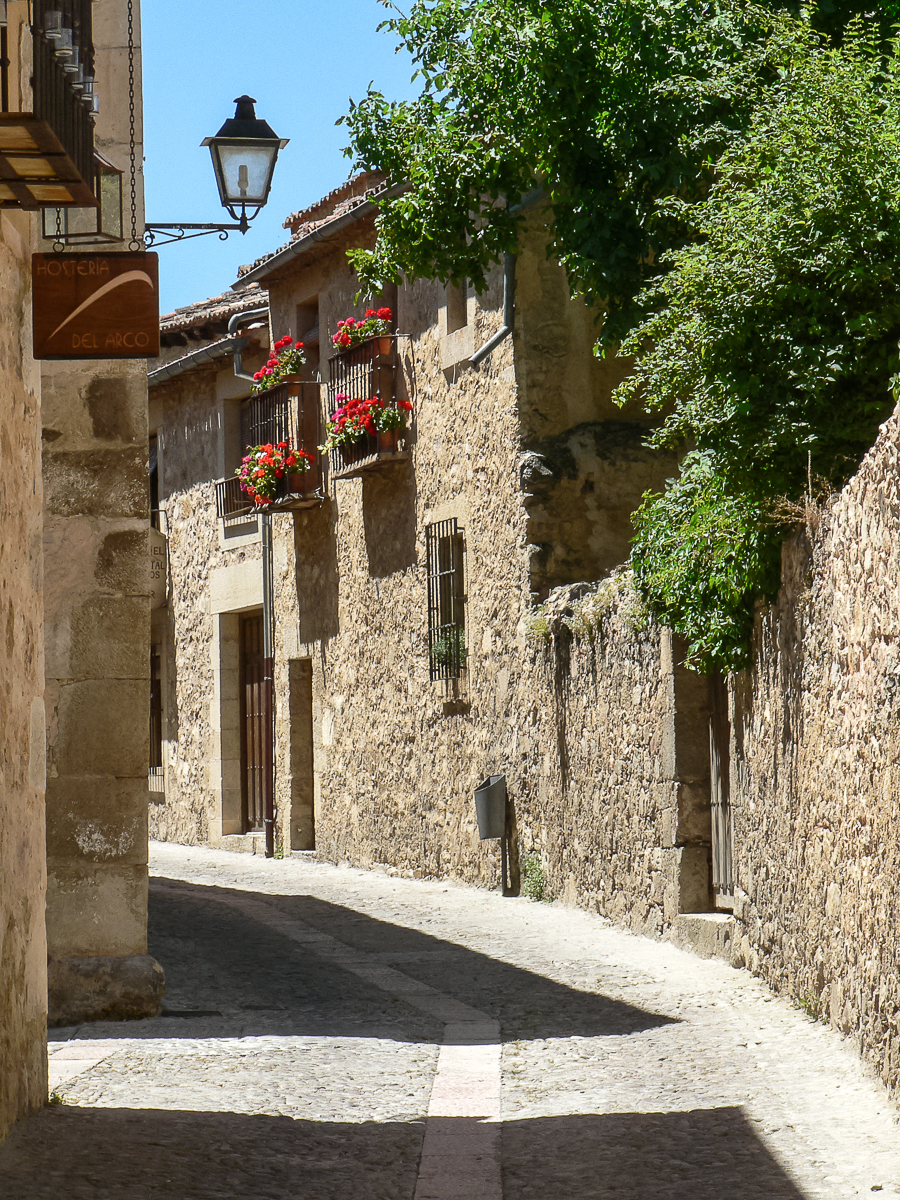
خیابانی در پدراسا